# اویمسکی
اویمسکی (به لاتین: Uyemsky) یک منطقهٔ مسکونی در روسیه است که در استان آرخانگلسک واقع شده‌است.